# Maxi-Livres
Maxilivres est un distributeur de livres et une maison d'Édition, créée en 1981, spécialisé dans la vente et l'édition de livres à prix réduit.
Depuis 2012, la marque Maxilivres est exploitée par la société Nîmoise SDP Le Livre Club.
Aujourd'hui, la marque distribue des livres, des coffrets et des jeux à petits prix auprès de la grande distribution, des stations essences sur autoroutes et des librairies. 

## Historique
Jacques Domas, ancien consultant en stratégie et professeur à Sup de Co Lyon, ouvre un premier magasin en 1981 à Saint-Étienne, autour du concept du rachat aux éditeurs de lots de livres invendus destinés au pilon, pour le revendre à moitié prix. Il rencontre le succès en France, et la société se développe par l'acquisition dans la première moitié des années 1990, de points de vente dans les Antilles (Guadeloupe, Martinique) et en Europe (Belgique, Italie), et le rachat de Dilisco.
Introduit en bourse au second marché en 1993, le groupe peine à digérer ces acquisitions. Le distributeur devient alors éditeur en lançant le dictionnaire encyclopédique à bas prix Maxidico, la collection des grands classiques de la littérature à 10 francs Maxi Poche, puis d'autres formats de livres (best-sellers, beaux livres…), la réédition atteignant 60 % du chiffre d'affaires en 1993.
Lourdement déficitaire, l'entreprise dépose le bilan en 1998.
Elle est rachetée par Robert Lascar via le groupe Omnium (propriétaire de Devred, Burton of London, Bouchara entre autres).
Des distributeurs automatiques de livres de poche sont mis en place à Paris en 2005.
En juin 2006, l'actionnaire majoritaire décide de se retirer subitement. La société qui emploie 550 personnes sur tout le territoire français, avec un réseau de 145 points de vente fait une déclaration de cessation de paiement. Au mois de décembre suivant, une partie des actifs est vendue « par appartements ». Avenir Télécom se porte acquéreur de 54 points de vente.
La société Maxi-Livres bénéficie d'un plan de redressement par voie de continuation présenté par la société Omnium du Livre, autre filiale d'Omnium de Participations.
En 2007 l'enseigne est reprise par le groupe Score Game et Addon
En 2012, la marque Maxilivres est rachetée par la société SDP Le livre club, éditeur, soldeur et diffuseur de livres neufs à prix réduits. Son fondateur et directeur Laurent Le Corre, dirige la société depuis 30 ans. Située dans le sud de la France, SDP Le livre Club commercialise plus de 8 millions d'ouvrages par an sur ses différents réseaux de diffusion. Afin de répondre à une forte demande, elle ouvre ses portes aux particuliers en lançant son site www.maxilivres.fr, qui permet de commander des livres à l'unité tout en bénéficiant toujours des petits prix de l'enseigne.
SDP Le livre club souhaite également développer à nouveau le réseau du livre neuf à petits prix en magasin spécialisé sous l'enseigne Maxilivres. Didier Michelas, chargé du développement du réseau, annonce une série d'ouvertures.
En septembre 2016, l'enseigne Maxilivres, avec le soutien de son équipe locale, est présente pour la première fois dans une foire internationale, celle de Marseille, à l'occasion de sa 92e édition.
En octobre 2016, l'enseigne fête sa 20e ouverture de magasin au Cap d'Agde.
Le 4 septembre 2017 est ouvert le Club Jeunesse Maxilivres, Maxi Kids.
En 2020, Laurent Le Corre s'associe avec Marc Gabelotaud qui reprend la totalité de la société fin 2024.
En 2024, la marque lance sa nouvelle e-boutique sur Internet : www.maxilivres.fr